# Carlos I da Romênia
Carlos Eitel Frederico Zeferino Luís de Hohenzollern-Sigmaringen (em alemão: Karl Eitel Friedrich Zephyrinus Ludwig von Hohenzollern-Sigmaringen) (Sigmaringen, 20 de abril de 1839 – Curtea de Argeş, 10 de outubro de 1914), foi um príncipe alemão da Casa de Hohenzollern-Sigmaringen (ramo católico da Casa de Hohenzollern), Príncipe de 1866 a 1881 e posteriormente, o primeiro Rei da Romênia de 1881 até a sua morte em 1914. Sua mãe, Josefina de Baden era filha de Estefânia de Beauharnais, parente da imperatriz Josefina, primeira esposa de Napoleão Bonaparte, além de sua filha adotiva, portanto, Princesa Francesa.

## Primeiros anos

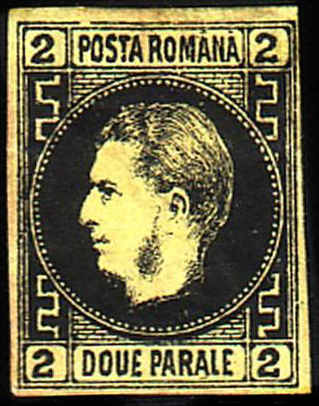
Selo de 1866 com a efígie de Carlos.

Carlos era o segundo filho de Carlos Antônio de Hohenzollern-Sigmaringen, último príncipe reinante de Hohenzollern-Sigmaringen e primeiro-ministro da Prússia, e da princesa Josefina de Baden. Entre suas irmãs, estavam D. Estefânia, Rainha de Portugal, e Maria Luísa, Condessa de Flandres e mãe do rei Alberto I da Bélgica.
Após concluir seus estudos elementares, Carlos ingressou na Escola de Cadetes de Münster e, em 1857, já frequentava os cursos da Escola de Artilharia de Berlim. Foi oficial prussiano até 1866, quando aceitou a coroa da Romênia. Participou da Segunda Guerra do Schleswig, especialmente no assalto às cidadelas de Fredericia e Dybbøl, experiência que lhe seria muito útil mais tarde, na Guerra Russo-Turca.
Embora tivesse baixa estatura e fosse bastante frágil, Carlos foi descrito como o soldado perfeito, saudável, disciplinado, além de excelente político, com ideias liberais, e familiarizado com vários idiomas e dialetos europeus. Sua família estava intimamente ligada à família Bonaparte (sua avó materna, Estefânia de Beauharnais era filha adotiva de Napoleão I e sua avó paterna, Maria Antonieta Murat, era sobrinha de Joaquim Murat, rei de Nápoles e cunhado do imperador francês) e gozaram de boas relações com Napoleão III de França. A Romênia encontrava-se, na época, sob influência da cultura francesa e o fato de Carlos ter sido indicado por Napoleão III, bem como seu parentesco com o governante da Prússia, não foi visto com bons olhos pelos políticos romenos. Ion C. Brătianu foi o encarregado de negociar com Carlos e sua família a possibilidade de sua instalação no trono romeno.

## A caminho da Romênia

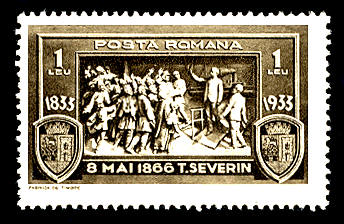
Selo comemorativo da chegada de Carlos I a Drobeta-Turnu Severin, em 20 de maio de 1866.

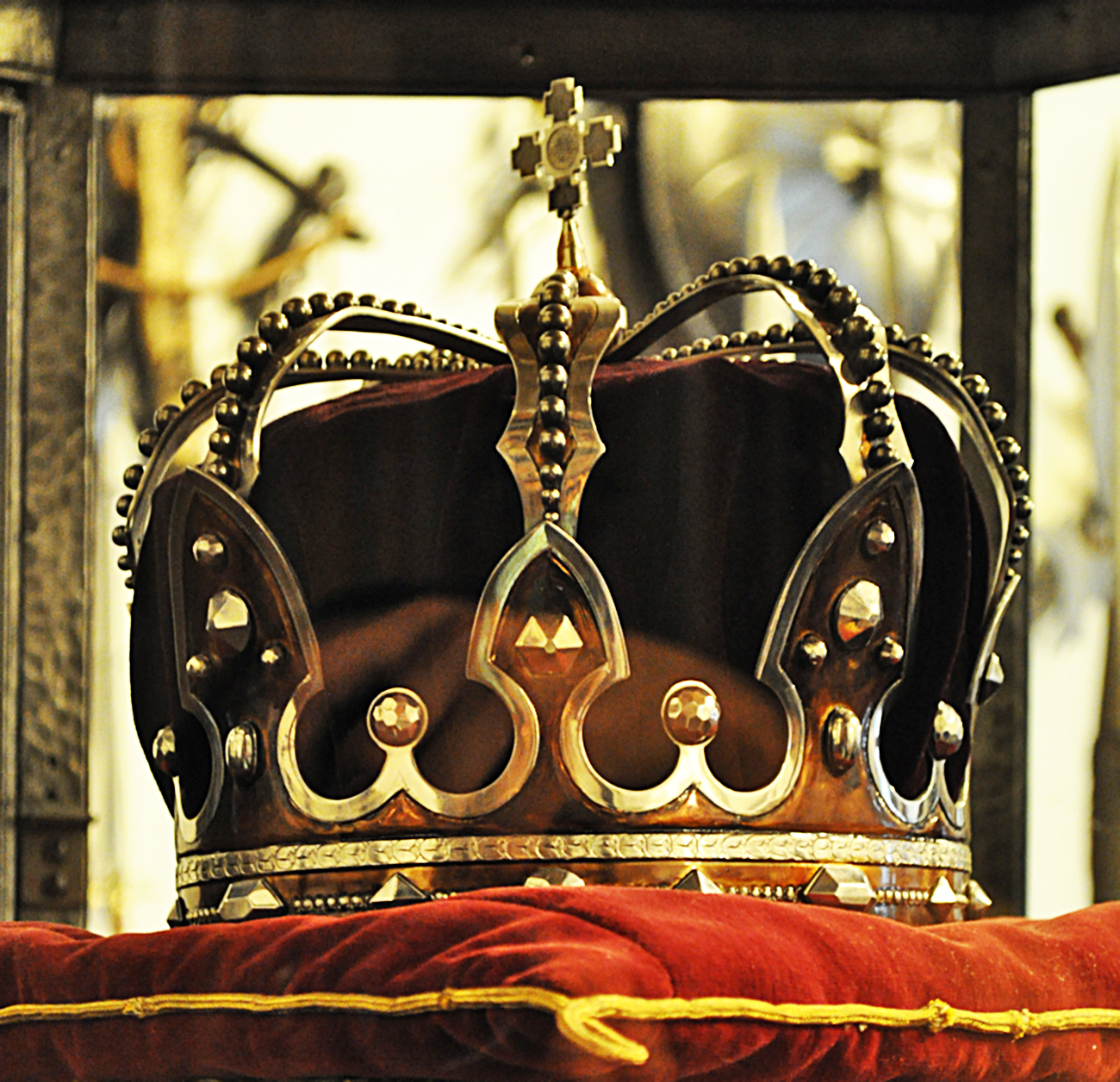
Coroa de Carlos I da Romênia

O ex-governante romeno, Alexandre João Cuza, havia sido banido do país pelos nobres e a Romênia mergulhou num verdadeiro caos político. A dupla eleição de Cuza (na Valáquia e na Moldávia) tinha sido a base sobre a qual a unificação da Romênia foi reconhecida pelas potências europeias. Com sua saída, o país corria o risco de dissolver-se.
Em virtude do conflito entre a Prússia e o Império Austríaco, Carlos seguiu incógnito na viagem de trem entre Düsseldorf e Budapeste (sob o nome de Karl Hettingen). De Budapeste, ele seguiu de carruagem, pois não havia ferrovias na Romênia. Assim que pisou em solo romeno, Carlos foi recebido por Brătianu, que curvou-se perante o novo rei e convidou-o a prosseguir em sua carruagem.
Em 22 de maio de 1866, Carlos entrou em Bucareste. A notícia de sua chegada havia sido transmitida por telégrafo e ele foi recebido por uma multidão ansiosa por conhecer o novo governante. Em Băneasa recebeu a chave da cidade. Naquele dia a chuva caiu, encerrando um longo período de estiagem — um sinal favorável para os romenos. Quando foi coroado, pronunciou o seguinte juramento: "Juro guardar as leis da Romênia, manter seus direitos e a integridade de seu território". Como não falava romeno, o juramento foi dito em francês.

## A Constituição

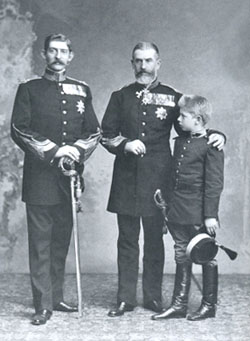
Carlos I ladeado pelos futuros reis Fernando I e Carlos II, por volta de 1900.

Imediatamente após sua chegada, o parlamento adotou, em 29 de junho de 1866, a Constituição Romena de 1866, uma das mais avançadas de sua época. Esta Constituição permitiu a modernização e o desenvolvimento do Estado romeno. Em um movimento ousado, o documento optou por ignorar a então dependência do país ao Império Otomano, que pavimentou o caminho para a Independência.
O Artigo 82 diz: "Os poderes do governante são hereditários, a começar diretamente de Sua Majestade, o príncipe Carlos I de Hohenzollern-Sigmaringen, em linha masculina, através do direito de primogenitura, excluindo as mulheres e seus descendentes. Os descendentes de Sua Majestade serão criados na religião Ortodoxa".
Após a proclamação de independência, em 1877, a Romênia tornou-se, efetivamente, um reino. A partir de 1878, Carlos recebeu o título de "Alteza Real" (Alteţă Regală). Em 15 de março de 1881, a Constituição foi alterada para que, entre outras coisas, o chefe de estado fosse denominado Rei, enquanto o herdeiro presuntivo passaria a ser denominado Príncipe Real. No mesmo ano, Carlos foi coroado rei.
A ideia básica de todas as Constituições monárquicas da Romênia era de que o rei reina, mas não governa.

## Um Rei devoto

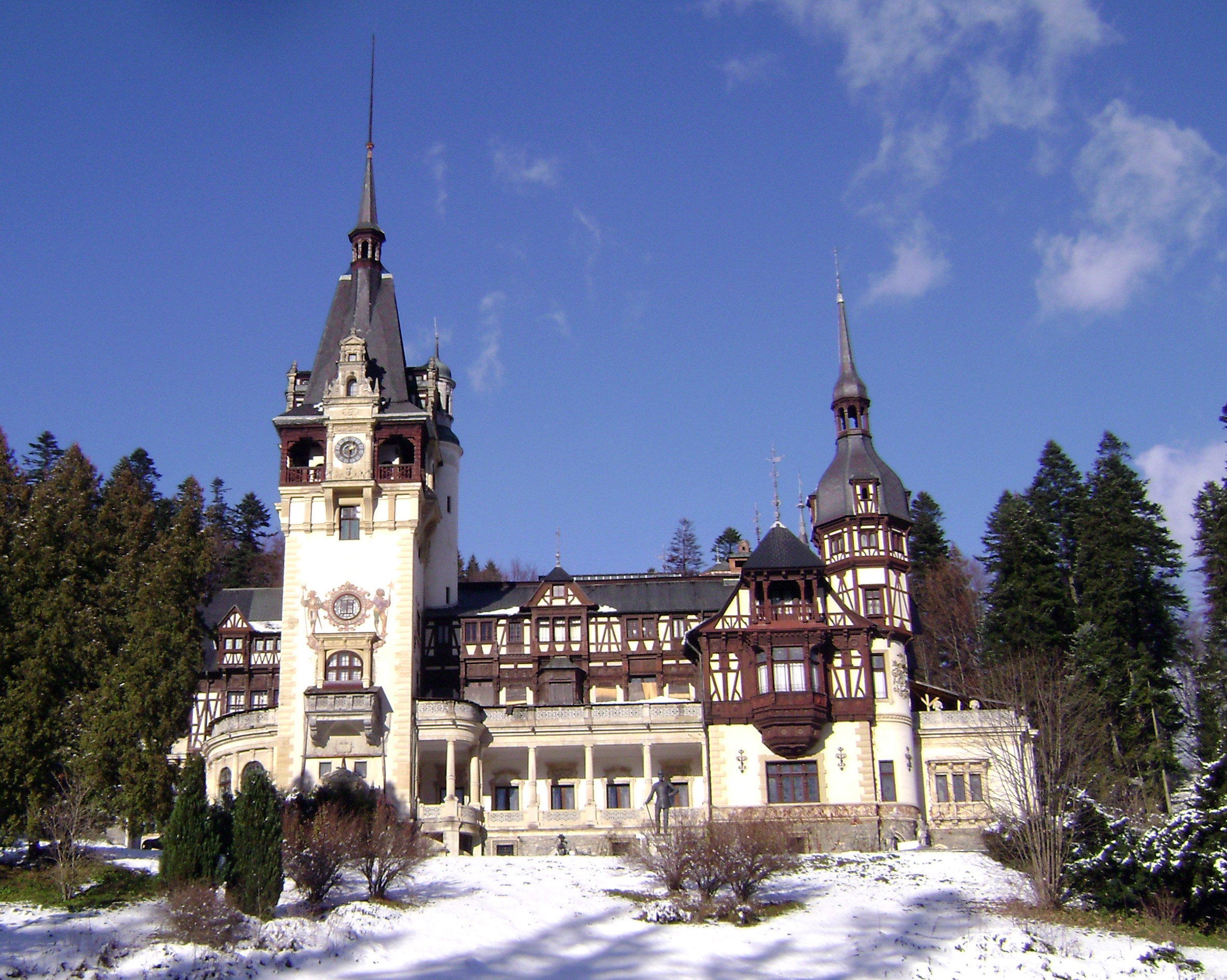
Castelo de Peleş, construído por Carlos I.

Carlos foi descrito como um homem frio, cuja principal e permanente preocupação era o prestígio da dinastia que havia fundado. Sua esposa, Isabel, dizia que ele usava a coroa "até para dormir". Um homem bastante meticuloso, que tentou impor seu estilo a todos que o cercavam. Embora ele tenha sido dedicado no desempenho de suas funções de príncipe e rei romeno, ele jamais esqueceu suas raízes germânicas.
Em 48 anos de reinado (o mais longo de todos os soberanos romenos), ele ajudou a Romênia a obter sua independência, aumentou seu prestígio, ajudou a corrigir sua economia e fundou uma dinastia. Nos Cárpatos, ele construiu o Castelo de Peleş, um dos mais visitados pontos turísticos da Romênia, construído em estilo alemão, para lembrar as origens do rei. Após a Guerra Russo-Turca, a Romênia ganhou a região de Dobruja e Carlos ordenou a construção da primeira ponte sobre o Danúbio, entre Feteşti e Cernavodă, ligando a província recém adquirida com o resto do país.

## O fim do reinado

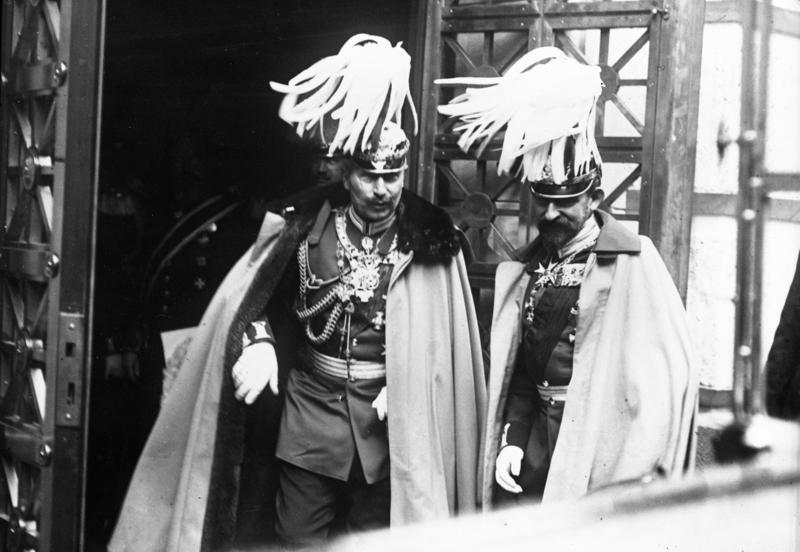
Kaiser Guilherme II da Alemanha junto a seu primo, Carlos I da Romênia.

O longo reinado de Carlos ajudou no rápido desenvolvimento do Estado romeno. Entretanto, em seus últimos anos, com o início da Primeira Guerra Mundial, o rei nascido e criado em solo alemão desejava entrar no conflito ao lado das Potências Centrais, enquanto a opinião pública romena era claramente favorável à Tríplice Entente. Carlos havia assinado um tratado secreto em 1883, que ligava a Romênia à Tríplice Aliança de 1882 e, embora o acordo mencionasse a participação romena somente em caso de ataque da Rússia Imperial a alguns dos países membros da aliança, o rei estava convencido de que o mais honroso a fazer seria entrar na guerra apoiando o Império Alemão.
Uma reunião de emergência foi realizada com os membros do governo, onde Carlos falou sobre o tratado secreto e compartilhou sua opinião com os demais. A forte oposição enfrentada por ele é apontada como o principal motivo de sua morte repentina, em 10 de outubro de 1914. O futuro Fernando I, sob influência de sua esposa, a princesa britânica Maria de Edimburgo, estava mais inclinado a ouvir a opinião pública.

## Vida familiar

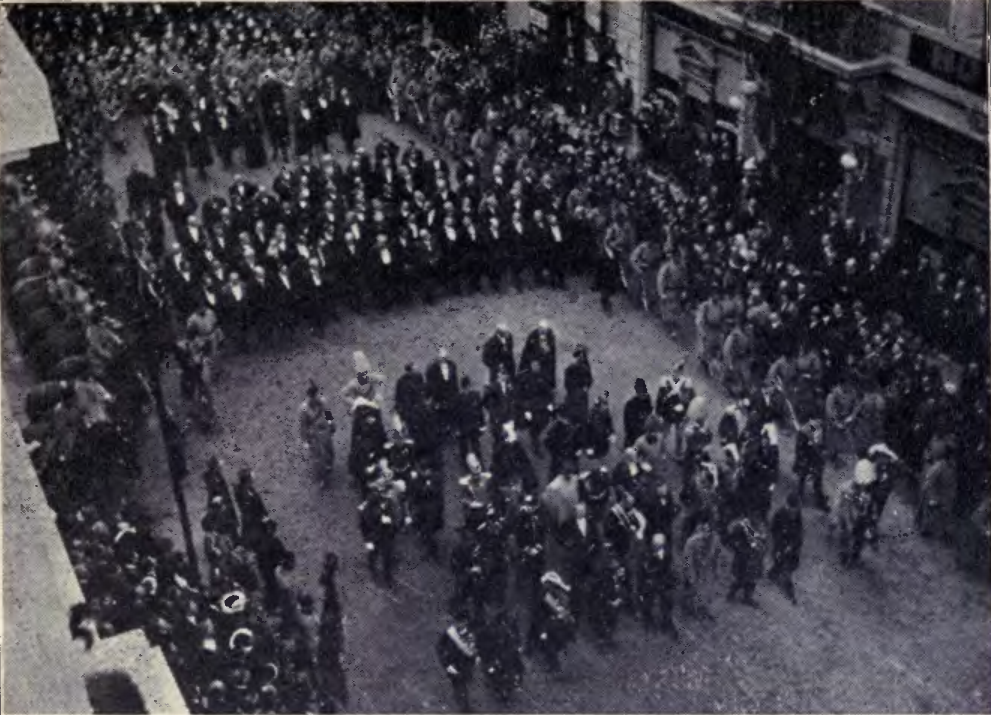
Funerais de Carlos I, em Bucareste.

Quando foi eleito príncipe da Romênia, Carlos ainda não era casado e, segundo a Constituição que ele mesmo havia aprovado, seu consórcio não poderia ser realizado com uma mulher de origem romena. Em 1869, o príncipe iniciou uma viagem pela Europa e, principalmente, pela Alemanha, para encontrar uma noiva. Durante esta viagem ele conheceu e casou-se com a princesa Isabel de Wied, em 15 de novembro de 1869, em Neuwied. O casamento dos dois foi uma das uniões mais impróprias da História, pois Carlos era frio e calculista, enquanto Isabel era uma sonhadora notória. Tiveram apenas uma filha, a princesa Maria, morta de escarlatina aos três anos de idade. Isso levou a um distanciamento ainda maior do casal real e Isabel jamais se recuperou do trauma da perda de sua única filha.

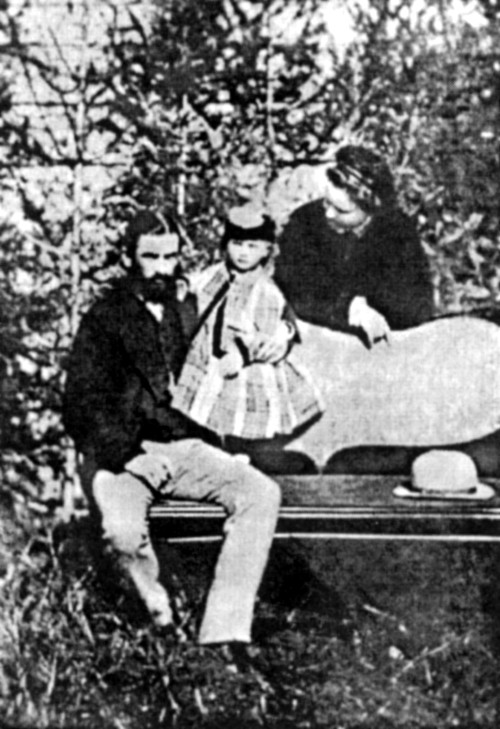
Carlos, Isabel e a princesa Maria.

Após a instalação do reino, em 1881, a sucessão tornou-se uma importante questão de Estado. O irmão de Carlos, príncipe Leopoldo, e seu filho mais velho, príncipe Guilherme, abriram mão de seus direitos ao trono e o segundo filho de Leopoldo, Fernando, foi nomeado Príncipe da Romênia e herdeiro presuntivo da coroa. A rainha tentou influenciar o jovem príncipe a casar-se com sua dama de companhia favorita, Elena Văcărescu. Porém, de acordo com a Constituição, o herdeiro do trono não poderia casar-se com uma romena. Por isso, Isabel foi exilada por dois anos, até que Fernando se casasse com Maria de Edimburgo.
No final de suas vidas, Carlos e Isabel passaram a ter um relacionamento mais cordial, tornando-se, finalmente, bons amigos.
A morte de Carlos facilitou a posterior entrada da Romênia na guerra ao lado da Tríplice Entente, já que o novo rei, Fernando I, inexperiente e indeciso, deixou a política externa a cargo do primeiro-ministro pró francês, Ion Brătianu.

## Nota
- Este artigo foi inicialmente traduzido, total ou parcialmente, do artigo da Wikipédia em inglês cujo título é «Carol I of Romania», especificamente desta versão.